# 할리스코 신세대 카르텔

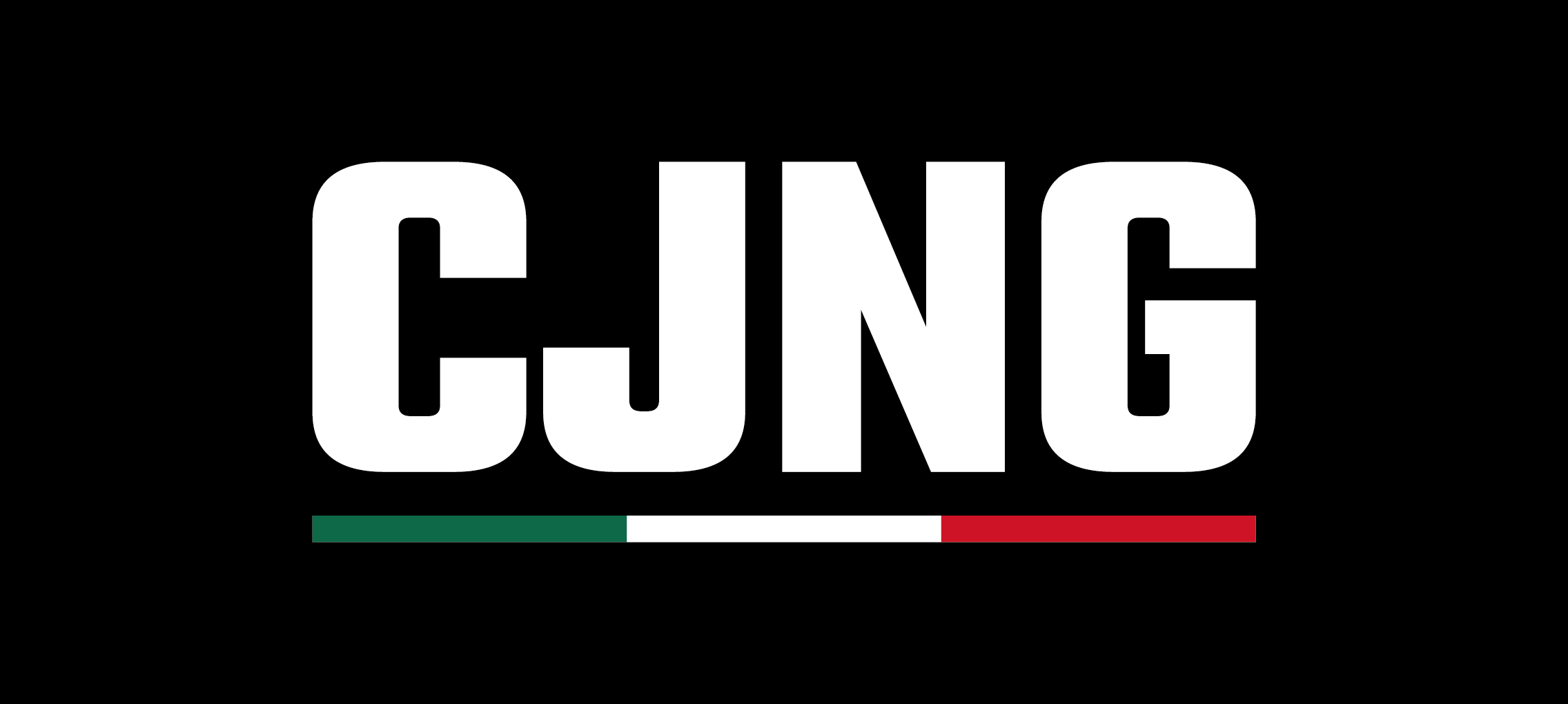
할리스코 신세대 카르텔의 로고

할리스코 신세대 카르텔(스페인어: Cártel de Jalisco Nueva Generación) 또는 약어 CJNG로도 잘 알려진 이 카르텔은 멕시코 할리스코주에 본부를 두고 별칭 "엘 멘초"로도 잘 알려진 네메시오 오세게라 세르반테스가 두목으로 이끄는 마약 카르텔이다. CJNG는 다양한 범죄 활동을 주 수입원으로 두고 있으나, 여전히 마약밀매 사업, 특히 코카인과 메스암페타민 밀매 사업에서 가장 큰 수익을 얻고 있다. CJNG는 암살자나 갱단 맴버를 훈련하는 과정에서 식인을 하는 것으로도 알려저 있으며, 드론과 로켓추진유탄을 사용하여 적을 공격하는 것으로도 유명하다.
CJNG는 2009년 밀레니오 카르텔이 라 레시스텐시아와 CJNG 등으로 분할되며 탄생하였다. CJNG는 라 레시스텐시아를 물리치고 밀레니오의 마약 밀매 네트워크를 모두 차지하였으며, 6개월 만에 멕시코 동쪽 해안에서 서쪽 해안까지 밀매 네트워크를 확장하여 2012년까지 가장 큰 마약 밀매 네트워크를 갖춘 범죄 집단 중 하나가 되었다. 카르텔이 등장한 후 할리스코주에서는 살인, 납치 등 범죄 활동이 급증하였다.  2018년에는 CJNG가 멕시코 전체에서 총 100개 이상의 메스암페타민 제조실을 운영하는 것으로 밝혀졌으며. 평균 마약 가격을 고려했을 때, CJNG의 코카인 판매 수익은 대략 800억 달러, 크리스탈 메스(결정화된 메스암페타민)을 판매하여 얻는 수익은 460억 달러 정도로 추측된다. CJNG는 과달라하라에서는 누에바 플라자 카르텔과, 멕시코 시티의 일부에서는 라 유니온 테푸이토와, 미초아칸주와 게레로주에서는 각각 로스 비아그라스와 라 파밀리아 미초아카나와, 베라크루즈주와 푸에블라주에서는 로스 제타스와, 사카테카스주에서는 북동부 카르텔과, 바하칼리포르니아주와 소노라주, 시우다드후아레스, 사카테카스, 치아파스주에서는 멕시코에서 가장 세력이 큰 카르텔 중 하나인 시날로아 카르텔과, 과나후아토주에서는 산타 로사 데 리마 카르텔과 지역의 통제권을 두고 격렬한 전쟁을 벌이고 있다. 한편, 그들은 사카테카스에서는 걸프 카르텔, 시우다드후아레스에서는 라 리네아 카르텔과 동맹을 맺고 있다.
CJNG는 멕시코 정부에 의해 멕시코에서 가장 위험한 범죄 조직 중 하나로 지정되었으며 시날로아 카르텔에 이은 두 번째로 강력한 마약 카르텔이다. CJNG는 타 카르텔보다 훨씬 전문적으로 무장되어 있으며 훨씬 잔혹하고, 또 특수 작전을 위해 특수부대까지도 소유하는 것으로 보여진다. 또한 카르텔은 전문적인 암살자를 양성하기 위해 암살자 양성 프로그램을 진행하고 있다.
CJNG를 멕시코 정부가 쉽게 격퇴하지 못하는 이유는 다른 카르텔을 격퇴하지 못하는 이유와 마찬가지로 멕시코 경찰의 부패가 매우 심각한 수준이기 때문이다. 이 때문에 멕시코 주민들은 경찰을 믿기보다 자경단을 조직하여 스스로 치안을 관리하고 있다. 이 자경단들은 멕시코의 여러 지역에서 카르텔을 저지하고 있으며, 멕시코 정부는 이들이 해산하기를 원하지만 이들은 꽤 효과적으로 일부 지역에서 카르텔의 세력 확대를 저지하고 있다. 2019년 칩 로이 미 하원의원은 CJNG과 기타 카르텔을 테러 조직으로 지정하는 법안을 발의하였으며, 도널드 트럼프 미국 대통령 또한 카르텔을 테러리스트로 지정하는 데 관심을 표명하였지만, 안드레스 마누엘 로페스 오브라도르 멕시코 대통령의 요청으로 계획을 중단했다. 2018년부터 2020년까지 CJNG는 신고된 갱단 관련 폭력 행위 298건에 연루되어 있었고 이는 다른 카르텔보다 훨씬 높은 수치이다. 2020년까지 미국 관리들은 CJNG를 "가장 큰 범죄 마약 위협"으로 간주했으며 멕시코의 전 보안 국장은 이를 "멕시코 국가 안보에 대한 가장 긴급한 위협"이라고 불렀다.

## 현재 카르텔의 영향권
2020년 기준으로는 그룹의 급속한 확장에도 불구하고 CJNG가 진출해 있는 모든 지역이 CJNG 통제 하에 있는 것은 아니다. 그러나 할리스코주, 나야리트주, 콜리마주, 미초아칸주의 해안 지역, 베라크루스주 동부 및 과나후아토, 푸에블라, 케레타로 와 이달고에서는 CJNG가 지역의 통제권을 잡고 있다. 미국-멕시코 국경의 티후아나, 후아레스, 그리고 미초아칸, 게레로, 멕시코에서도 타 카르텔과 경쟁을 하고 있으나 여전히 강력한 위세를 보이고 있다. CJNG는 2020년 6월 멕시코시티 공안부 장관에 대해 공격을 진행하면서 멕시코시티로 세력을 확장하는 것에 집중하고 있음이 밝혀졌다. 국제적으로 카르텔은 콜롬비아, 페루, 볼리비아, 미국, 중앙아메리카, 캐나다, 호주, 중국, 동남아시아 등지에서 연락책을 운영하며 카르텔의 마약 네트위크를 관리하고 있다.
CJNG는 지역 사회, 기타 조직, 정치를 통제하기 위해 폭력을 사용해왔다. CJNG가 통제하는 지역의 정치는 카르텔이 장악한 상태이며 시민들은 카르텔에 맞서 싸울 수 있는 선택권이 거의 없다. 멕시코의 정치적 안정에 대한 위협은 2018년 선거에서 CJNG가 연루된 여러 살인 사건에서 명백히 드러난다. 단 1년 만에 130명이 넘는 정치 후보가 사망한 것은 CJNG가 멕시코 지역을 얼마나 장악하고 있는지를 실감하게 해준다. CJNG 폭력의 피해자는 정치 후보들만이 아니며,  CJNG는 수천 명의 민간인 또한 이들에 의해 살해된 것으로 추정된다.
카르텔은 선전 활동을 통해 주민들의 환심을 사려고 노력하고 있다. 코로나19 범유행 도중 이들은 로스 제타스의 하위 카르텔과 전쟁을 벌이고 있는 있는 베라크루즈 지역 사회의 어린이들에게 장난감을 나누어주었다. CJNG는 또한 멕시코 제2의 도시 과달라하라를 비롯해 전국 각지로 각종 생필품이 들어 있는 박스를 배달하기도 했다. CJNG은 소셜 미디어를 통해 "정의롭고", "애국적"인 집단으로 본인들을 포장하며 로스 제타스와 대적하기도 하였다.
2021년 9월 CJNG는 최근 과테말라 국경 근처의 치아파스와 같은 멕시코 남부 지역으로 진출을 늘리고 있으며, 그곳에서 최대 라이벌인 시날로아 카르텔과 영토 분쟁이 확대되고 있다. CJNG는 또한 과테말라 내에서도 활동을 개시 중에 있다. 그러나 카르텔은 2021년 11월 15일 CJNG의 재정을 통제하고 있는 것으로 밝혀진 오세게라의 아내 로잘린다 곤살레스 발렌시아(가명 "La Jefa")가 체포되면서 큰 타격을 입게 되었다.